# Krimski Tatari
Krimski Tatari (krim.: qırımtatarlar, qırımlar ili qırımlılar; ukr.: кримські татари ili кримці / krimci; rus.: крымские татары ili крымцы / kr'imc'i); narod turkijske jezične skupine altajske porodice naroda, podrijetlom od tatarskih skupina pristiglih na poluotok Krim u sklopu Zlatne Horde tijekom 13. i 14. stoljeća. Najviše su naseljavali Krimski Kanat. 
Krimski Tatari ponešto se razlikuju od drugih Tatara, ujedno i onih koji žive u današnjoj Ruskoj Federaciji, pa iz istih razloga postoji opisni predložak da je riječ o Tatarima s poluotoka Krima. U 14. stoljeću osnivaju vlastiti Kanat (Qırım Hanlığı, قريم خانلغى‎; krimsko tatarski) sa središtem na poluotoku Krimu koji je od 1475. pa do 17. stoljeća bio pod protektoratom Osmanskog carstva.

## Populacija
Danas u svijetu živi najmanje 548.000 Krimskih Tatara, i vjerojatno oko 2 milijuna ljudi ima krimskotatarske korijene. Ovdje treba razlikovati ruske Tatare od Krimskih Tatara koji su karakteristični za poluotok Krim. U Ukrajini danas živi oko 248,200 Krimskih Tatara koji su se iz središnje Rusije vratili na Krim nakon uspostavljanja nezavisne Ukrajine 1991. godine. Velika populacija Krimskih Tatara ostala je živjeti u Rusiji, ali se njihov točan broj evidentira zajedno s ostalim ruskim Tatarima. 
Vjerojatno preko 1 milijun Krimskih Tatara živi u Turskoj, ali se veliki broj njih piše Turcima, Grcima i drugim narodnostima. Oko 150.000 Krimskih Tatara živi u Uzbekistanu; 24.137 u Rumunjskoj; 9200 u Tadžikistanu; 5800 u Bugarskoj; 3900 u Rusiji; 3600 u Kirgistanu; 1600 Moldovi; 1000 u Kazahstanu; itd. 
Krimskih Tatara ima u gotovo svim istočnoeuropskim zemljama, uključujući Finsku, Njemačku, Litvu, Bjelorusiju, Poljsku, Mađarsku; zatim u posljednje vrijeme Italiju, Portugal, Španjolsku, SAD i druge zemlje, ali se većina njih kao relativno malobrojna zajednica asimilirala s većinskom sredinom tih zemalja te se izjašnjava kao većinski stanovnik svake pojedine zemlje.

## Dolazak i politička uloga
Prvi stanovnici poluotoka Krima imali su slavensko, germansko i romansko porijeklo. Gotovo svi prethodni stanovnici asimilirani su u malobrojnu ali snažnu tatarsku zajednicu, a naposljetku prihvaćaju i islamsku vjeru čime gube svoj prvotni kršćanski identitet. S tom činjenicom, Krimski Tatari s vremenom postaju specifičan i rasno vrlo raznolik narod, s mnogo europskog elementa poput Bošnjaka u Bosni i Hercegovini, a Krim postaje jedan od centara napredne islamske civilizacije gotovo u samom središtu Europe.
Tijekom postojanja Krimskog Kanata i saveza s Turcima, Krimski Tatari poglavito se bave pljačkom susjednih ukrajinskih i ruskih područja koju je sprovodila njihova vješta konjica. Tim su pljačakam donekle već u 16. stoljeću na kraj stali Zaporoški kozaci koji su počeli predstavljati opasnost iz za njihovo središte na Krimu. U međuvremenu Mengli I. Geraj (Менґлі I Ґерай, ۱مڭلى گراى‎; 1445.—1515.) nadvladao je 1502. ostatak Zlatne Horde, čime ovladava golemim područjem danas južne i središnje Rusije koji je istodobno držala Zlatna Horda. Ti kolonizirani prostori posebno se odnose Astrahanskim i Kazanskim Kanatom, a 1571. Tatari su stigli i do Moskve te je tom prilikom zapalili. 
Zlatno doba Krimskih Tatara završava rusko-turskim ratom (1676. – 1681.) odnosno vojnim pohodima na krimsko središte 1687. i 1689. godine. Ujedinjene ruske i ukrajinske snage predvodio je jedan od ruskih generala Hristofor Antonovič Minih, a veći sukobi završavaju 1783. godine kada su Krim okupirali Ukrajinski kozaci, svladavši posljednjeg krimskog kana Şahin Giraya. Giray bježi na otomansko područje kao i stotine tisuća krimskih Tatara, no veliki broj njih pritom je svejedno stradao. Neki članovi Girayove obitelji preživjeli su do danas.

## Raseljavanje i povratak 1991.
U suštini svoje dobroćudne naravi Krimske Tatare u sljedećem razdoblju čeka teško razdoblje. Mnogi nakon aneksije izbjegoše na otomansko područje, a emigracije se nastavljaju i u 19. stoljeću nakon krimskog rata (1853. – 1856.). Krim kroz 3. stoljeća intenzivno naseljavaju Rusi, Ukrajinci i Bjelorusi, a represija se završava Staljinovim etničkim čišćenjem 1944. kada su preseljeni u istočni dio Sovjetskog Saveza. Na putu za Daleki istok veliki broj Krimskih Tatara je ubijen ili je umro od gladi, nad njima su se vršili zločini karakteristični za staljinističko razdoblje. Veliki broj preživjelih Krimskih Tatara u Rusiji se iz straha pred progonom počeo izjašnjavati etničkim Rusima.
Povratak Krimskih Tatara na Krim uslijedit će tek uspostavom nezavisne Ukrajine. Na Krim se vratilo manje od 248,000 Krimskih Tatara, a njihov politički predstavnik bio je Mustafa Džemilev. 

## Poznate osobe
- Mustafa Džemilev, politički predstavnik Krimskih Tatara u Ukrajini

## Vanjske poveznice
- Službena stranica (eng.)
- Krimski Tatari
- Crimean Tatars of Romania